# Remy Prìncipe
Remy Prìncipe, all'anagrafe Remigio Prìncipe (Venezia, 25 agosto 1889 – Roma, 5 dicembre 1977), è stato un violinista italiano.

## Biografia
Remy Prìncipe fu un violinista e didatta italiano. Allievo di Francesco De Guarnieri al liceo musicale di Venezia, di Kilian a Monaco e di Lucien Capet a Parigi, fu professore nei Conservatori di Pesaro, Ankara e di Roma dove fu primo violino dell'orchestra del Conservatorio di Santa Cecilia. Ha scritto, tra l'altro, una Suite per violino e orchestra ed altri brani.

Curò la revisione non solo del Kreutzer, ma anche di altre opere didattiche (Rode, Dont, Fiorillo) e dei Capricci di Paganini.
Ha suonato in diversi quartetti e formazioni cameristiche e ne I Virtuosi di Roma.  Principe formò un duo violino e arpa con Giulia Simoncelli, poi la sposò nel 1916. Nel 1921 suonò nella prima del Concerto per violino di Riccardo Zandonai.
All'inizio del Novecento fondò il Quartetto Italiano, che successivamente fu ricostituito da Paolo Borciani, Elisa Pegreffi, Lionello Forzanti e Franco Rossi, con il nome di Nuovo Quartetto Italiano, appunto per distinguersi dal precedente. L'aggettivo Nuovo fu rimosso nel 1951 per dar luogo alla denominazione definitiva di Quartetto Italiano. Rimase in attività dal 1945 al 1980.
È stato molto conosciuto come insegnante. Tra gli studenti ci furono nomi illustri del calibro di Gioconda De Vito, Carlo Maria Giulini, Ayona Brown, Danilo Belardinelli, oltre a quasi tutta la composizione iniziale dell'orchestra da camera. Per molti anni ha lavorato presso l'Accademia Nazionale di Santa Cecilia. Già nel 1920, con riferimento all'eccellenza dei suoi allievi ricevette l'elogio di Arturo Toscanini.
Nel 1951 fondò il complesso I Musici. Remy Prìncipe si trovò ad avere, nella sua classe, degli allievi molto dotati: pensò così di formare questo nuovo complesso, riunendo questi giovani talenti insieme ad alcuni suoi ex-allievi particolarmente bravi. Inizialmente il gruppo era formato dai violinisti Franco Tamponi, Luciano Vicari, Walter Gallozzi, Luigi Muratori, Montserrat Cervera e Félix Ayo; i violisti Bruno Giuranna e Carmen Franco; i violoncellisti Enzo Altobelli e Alfred Stengel; il contrabbassista Francesco Noto e la clavicembalista Isabella Salomon. ln questi primi tempi importantissima fu la collaborazione della compositrice Elena Barbara Giuranna.
Il debutto avvenne il 30 marzo 1952 a Roma, nella Sala del Conservatorio di Santa Cecilia. Nel giugno dello stesso anno, mentre registravano per la RAI a Roma, li sentì suonare il direttore Arturo Toscanini che all'ora di pranzo si presentò di ottimo umore e parlò de I Musici: «Sono entusiasta, torno in questo momento da via Asiago, dalla sede della Radio Italiana, dove ho ascoltato dodici ragazzi: bravi, bravissimi; è un'orchestra da camera perfetta. Dodici giovani dai 18 ai 20 anni, che suonano senza direttore. L'ho detto a quei ragazzi: li ho applauditi, li ho ringraziati».  Toscanini fece loro regalo poi di un suo ritratto con dedica che aprì al nuovo complesso la porta di tutti i teatri del mondo. L'entusiasmo di Toscanini, del pubblico e dei critici, era una cosa insperata ma estremamente gratificante.

Fu anche membro del Trio Italiano con Nino Rossi e Benedetto Mazzacurati e del Quartetto Italiano con Gandini, Matteucci, Carlo Chiarappa.
Ha pubblicato un libro di testo, Giulio Pasquali-Remy Prìncipe, Il Violino, Milano, Curci 1939, p. 207.
Ha fatto parte della giuria di concorsi internazionali principali, tra cui otto volte nella giuria del Premio Paganini.
Fra i pezzi da camera, il Concerto per violino e Orchestra n. 5 in La min. di Paganini a volte è esibito con la sua cadenza.

## Concerti
- Concerto del violinista Remy Principe; al piano L. Ferrari Trecate, Sala accademica, 20 febbraio 1920
- Concerto orchestrale di musica italiana diretto da Bernardino Molinari, violinista Remy Principe, Augusteo, 30 gennaio 1921
- Concerto del violinista Remy Principe; l'orchestra sotto la direzione di Bernardino Molinari, Augusteo, 7 dicembre 1924
- Concerto del pianista Nino Rossi e del violinista Remy Principe, Sala Accademica, 28 gennaio 1927
- Concerto della cantante Maddalena Grey, col concorso dei signori Remy Principe primo violino, Adolfo Baruti pianoforte, Sala della Accademia di S. Cecilia, 16 marzo 1928
- Concerto del violinista Remy Principe con la partecipazione del pianista Adolfo Baruti, Sala Accademica di S. Cecilia, 31 gennaio 1930
- Concerto di musica contemporanea per la presentazione delle composizioni di musica sinfonica ammesse alla mostra del Sindacato regionale fascista musicisti diretto da Mario Rossi, Remy Principe violino, Alfredo Sernicoli tenore, Augusteo, 31 maggio 1931
- Secondo concerto per l'educazione musicale degli studenti: Remy Principe violino, Rina Rossi pianoforte, Alfredo Sernicoli tenore, Adolfo Baruti pianoforte, Sala di S. Cecilia, 30 gennaio 1932
- Terzo concerto per l'educazione musicale degli studenti: Remy Principe violino, Ada Ruata-Sassoli arpa, Gabriella Gatti canto, Adolfo Baruti pianoforte, Sala di Santa Cecilia, 8 marzo 1933
- Quartetto italiano composto di elementi solisti dell'Orchestra dell'Augusteo: Remy Principe primo violino, Ettore Gandini secondo violino, Giuseppe Matteucci viola, Luigi Chiarappa violoncello e pianista Alfredo Casella, Sala di Santa Cecilia 15 novembre, 1933
- Primo concerto per l'educazione musicale degli studenti: Remy Principe violino, Cloe Elmo soprano, Adolfo Baruti pianoforte, Sala di Santa Cecilia, 24 febbraio 1934
- Secondo concerto per l'educazione musicale degli studenti: Remy Principe violino, Cloe Elmo soprano, Adolfo Baruti pianoforte, Sala di Santa Cecilia, 3 marzo 1934
- Secondo ed ultimo concerto orchestrale a prezzi popolarissimi diretto da Riccardo Zandonai, con la partecipazione del violinista Remy Principe, Augusteo, 21 marzo 1934
- Quinto concerto per l'educazione musicale degli studenti: Maria Luisa Faini pianoforte, Alba Anzellotti soprano, Remy Principe violino, Adolfo Baruti pianoforte, Santa Cecilia, 24 marzo 1934
- Concerto del Quartetto Pro Arte nova: Remy Principe primo violino, Ettore Gandini secondo violino, Giuseppe Matteucci viola, Luigi Chiarappa violoncello, Sala di Santa Cecilia, 14 dicembre 1934
- Concerto del Quartetto italiano: Remy Principe primo violino, Ettore Gandini secondo violino, Giuseppe Matteucci viola, Luigi Chiarappa violoncello, Sala di Santa Cecilia, 29 gennaio 1937
- Concerto orchestrale diretto da Vittorio Gui, col concorso di Remy Principe violino, Giuseppe Matteucci viola, orchestra stabile della Accademia di S. Cecilia, Teatro Adriano, 20 febbraio 1938
- Concerto della cantante Alba Anzellotti e del Quartetto italiano: Remy Principe primo violino, Ettore Gandini secondo violino, Giuseppe Matteucci viola, Luigi Chiarappa violoncello, Sala di Santa Cecilia, 22 aprile 1938
- Concerto del Quartetto italiano, pianista Tito Aprea, Remy Principe primo violino, Ettore Gandini secondo violino, Giuseppe Matteucci viola, Luigi Chiarappa violoncello, Santa Cecilia, 11 novembre 1938
- Concerto orchestrale diretto da Riccardo Zandona: violinista Remy Principe, Orchestra stabile della Accademia di S. Cecilia: Teatro Adriano, 3 gennaio 1940
- Concerto del Quartetto italiano, Remy Principe primo violino, Ettore Gandini secondo violino, Giuseppe Matteucci viola, Luigi Chiarappa violoncello, pianista Tito Aprea, Sala di S. Cecilia, 13 dicembre 1940
- Concerto di musiche da camera di Robert Schumann: Remy Principe violino, Giuseppe Matteucci viola, Luigi Chiarappa violoncello, Arnaldo Graziosi pianoforte, Sala di S. Cecilia, 13 febbraio 1942
- Concerto di musiche da camera del pianista e compositore Amilcare Zanella. Esecutori Amilcare Zanella pianoforte, Remy Principe violino, Giuseppe Matteucci viola, Sala di S. Cecilia, 22 dicembre 1942
- Concerto commemorativo di Riccardo Zandonai diretto da Franco Capuana, con la partecipazione del violinista Remy Principe, orchestra stabile Accademia di Santa Cecilia: Teatro Adriano, 10 dicembre 1944
- Concerto orchestrale diretto da Remy Principe, con la partecipazione della violinista Gioconda De Vito, Basilica di Massenzio, 2 settembre 1946
- Programma Beethoven: Remy Principe direttore, Gioconda De Vito violinista, Orchestra stabile dell'Accademia nazionale di Santa Cecilia, Basilica di Massenzio, 2 settembre 1949

## Composizioni e revisioni

### Opere proprie
- Remy Principe, Berceuse basque, Milan : Carisch e Janichen, 1914
- Remy Principe, Canti siciliani : per violino e pianoforte, Milano : Curci, ©1926
- Remy Principe, Canto popolare dell'Hainaut per violino e pianoforte, Milano : Ricordi, s.d.
- Remy Principe, Canzone e danza per quattro violini con pianoforte ad libitum, Milano : G. Ricordi & C., ©1925
- Remy Principe, Concerto per violino e orchestra (1933) / Remy Principe; riduzione per violino e pianoforte, Milano: Curci, 1968
- Remy Principe, Dieci esercizi per violino nei Toni moderni e orientali, Milano : G. Ricordi e C., 1918
- Remy Principe, Dodici trascrizioni per violino e pianoforte / liberamente armonizzate ed elaborate da Remy Principe, Milano : G. Ricordi & C., c1922
- Remy Principe, El campielo per violino e pianoforte di Remy Principe, Milano : G. Ricordi & C., 1934
- Remy Principe, Moto perpetuo per violino e pianoforte, Milano: Edizioni Curci S.A., 1943
- Remy Principe, Nei boschi del Renon per violino e pianoforte Milano G. Ricordi & C., 1934
- Remy Principe, Nina-nana, per piano e violino, Venezia E. Sanzin e C., 1912
- Remy Principe, Romance, Milano, Carisch e Janichen, 1914
- Remy Principe, Sei pezzettini facili per violino e pianoforte : in 1.a e 1.a e 3.a posizione con l'applicazione dei colpi fondamentali dell'arco, Milano G. Ricordi e C., 1925
- Remy Principe, Siciliano op. 2 n. 1 per violino e pianoforte / Remy Principe, Milano : Curci, ©1923
- Remy Principe, Sinfonietta veneziana stile 700 per orchestrina, Roma Edit. Mus. Theo Muccy, 1929 (Stamp. Mus. Roma)
- Remy Principe, Souvenirs de pologne, Milan: Carisch e Janichen, 1915
- Remy Principe, Studio capriccio: op. 2 n. 3 : per violino e pianoforte, Milano : Curci, ©1923
- Remy Principe, Trascrizioni per violino e pianoforte liberamente armonizzate ed elaborate, Milano : G. Ricordi & C.
- Remy Principe, Tre pezzi di stile antico per violino e pianoforte, op. 2. di Remy Principe, Napoli : Fratelli Curci, c1923
- Remy Principe, Zampognara per violino e pianoforte op. 2 n. 2 / R. Principe, Napoli: Fratelli Curci, ©1923, Fa parte di tre pezzi di stile antico per violino e pianoforte op. 2 di Remy Principe

### Revisioni Musicali
- Antonio Sacchini, Andantino (aria di danza); libera trascrizione per violino e pianoforte di Remy Principe, Milano : G. Ricordi e C., 1922
- Antonio Vivaldi, Concerto per violino in si minore; revisione violinistica di Remy Principe; trascrizione e armonizzazione di Alberto Gentili, Milano : G. Ricordi & C., 1932
- Arturo De Cecco, Canto popolare dell'hainaut, Libera trascrizione di Remy Principe. Trascrizione di A. De Cecco per piccola orchestra con pianoforte conduttore, Milano : G. Ricordi e C. Edit. Tip., 1929
- Benedetto Marcello, Largo, libera trascrizione di Remy Principe, Milano, G. Ricordi & C., ©1922
- Carl Philipp Emanuel Bach, Minuetto; libera trascrizione per violino e pianoforte di Remy Principe, Milano : G. Ricordi e C., 1922
- Domenico Scarlatti, Capriccio; libera trascrizione di Remy Principe, Milano : G. Ricordi e C., 1922
- Domenico Scarlatti, Pastorale : Libera trascrizione per violino e pianoforte, di Remy Principe, Milano : G. Ricordi e C., 1922
- Federigo Fiorillo, 36 studi per violino, trascrizione a cura di Remy Principe, Milano : G. Ricordi e C., ©1957
- Francesco Rossi, Adagio, Libera trascrizione per violino e pianoforte, di Remy Principe, Milano : G. Ricordi e C., 1923
- Franz Schubert, L'ape op. 13 n. 9; libera trascrizione di Remy Principe, Milano : G. Ricordi e C., 1930
- Franz Xaver Wolfgang Mozart, SONATE; rev. Mario Vitali, Remy Principe Milano : GIULIO RICORDI, 1920
- Girolamo Frescobaldi, Aria sulla IV corda; libera trascrizione per violino e pianoforte di Remy Principe, Milano G. Ricordi & C., 1922
- Jean Ferry Rebel, 12 trascrizioni per violino e pianoforte; liberamente armonizzate ed elaborate da Remy Principe, Milano : G. Ricordi & C
- Jean Ferry Rebel, Les cloches; libera trascrizione per violino e pianoforte di Remy Principe, MIlano : G. Ricordi & C., ©1922
- Jean-Baptiste Lully, Minuetto; libera trascrizione per violino e pianoforte Milano G. Ricordi e C., 1922
- Louis Joseph Ferdinand Herold, Canzoncina; libera trascrizione per violino e pianoforte di Remy Principe, Milano : G. Ricordi e C., 1922
- Ludwig van Beethoven, Allegretto; libera trascrizione di Remy Principe, Milano: Ricordi
- Ludwig van Beethoven, Sonata 5. in fa magg. per violino e pianoforte Op. 24 (Primavera); revisione di Remy Principe e Mario Vitali, Milano : Edizioni Ricordi, 1951
- Ludwig van Beethoven, Sonata 9. Kreutzer op. 47, revisione di Remy Principe e Mario Vitali, Milano, Ricordi, c1933
- Ludwig van Beethoven, Sonate n. 1 a 5,  revisione di Remy Principe e Mario Vitali, Milano: Ricordi, 1942
- Ludwig van Beethoven, Sonate per violino e pianoforte 2, sonate n. 6 a 10, revisione di Remy Principe e Mario Vitali, Milano : Ricordi, c1921
- Ludwig van Beethoven, Sonate per violino e pianoforte. Sonata IX in La, Op. 47 (a Kreutzer); revisione di Remy Principe e Mario Vitali, Milano Edizioni Ricordi, 1931, ripristino 1948
- Ludwig van Beethoven, Sonate per violino e pianoforte: Sonata I-X. Revisione di Remy Principe e Marco Vitali, Milano : G. Ricordi e C. Edit. Tip., 1933
- Martini, Giovanni Battista, Allegretto; libera trascrizione per violino e pianoforte di Remy Principe, Milano : G. Ricordi e C., 1922
- Martini, Giovanni Battista, COMPOSIZIONI ; adatt.: Remy Principe, Milano : RICORDI
- Mendelssohn-Bartholdy, Canzonetta; libera trascrizione di Remy Principe, Milano: G. Ricordi e C., ©1922
- Muzio Clementi, Presto, libera trascrizione di Remy Principe, Milano G. Ricordi e C., t.s.1925
- Niccolò Paganini, 24 capricci per violino: (op. 1); revisione di Remy Principe, Milano : Curci, ©1958
- Niccolò Paganini, La caccia; libera trascrizione per violino e pianoforte di Remy Principe, Milano : G. Ricordi e C., c1922
- Pierre Rode, 24 Capricci in forma di studio per violino: Remy Principe, Milano : G. Ricordi e C., 1957
- Pietro Paradis, Toccata; libera trascrizione per violino e pianoforte di Remy Principe, Milano: Ricordi, ©1922
- Rodolphe Kreutzer, 42 studi per violino; a cura di Remy Principe, Milano : G. Ricordi & C., 1933, ripristino 1946
- Salvatore Cicero, Esercizi sulle scale e sugli arpeggi in tutte le tonalità nell'ambito di tre ottave per violino; prefaz. di Remy Principe, Palermo, Lo Monaco, stampa 1971
- Siciliano op. 2 n. 1 / R. Principe, Naples : Curci, ©1923
- Wolfgang Amadeus Mozart, Rondò; libera trascrizione di Remy Principe, Milano: G. Ricordi e C. ©1925
- Wolfgang Amadeus Mozart, Sonate per violino e pianoforte 1, Sonate n. 1 a 9, 1946; revisione violinistica di Remy Principe; revisione pianistica di Mario Vitali
- Wolfgang Amadeus Mozart, Sonate per violino e pianoforte 2.,Sonate n. 10-18,  edizione riveduta dai professori Remy Principe e Mario Vitali, Milano G. Ricordi & C, 1920
- Wolfgang Amadeus Mozart, Sonate per violino e pianoforte 2; revisione di Remy Principe e di Mario Vitali, Milano : Ricordi, ripristino 1948
- Wolfgang Amadeus Mozart, Sonate per violino e pianoforte n. 1 a 9 ; revisione di Remy Principe e Mario Vitali, Milano : Ricordi, ripristino 1948
- Wolfgang Amadeus Mozart, Sonate per violino e pianoforte; edizione riveduta dai professori Remy Principe e Mario Vitali, Milano : G. Ricordi e C., 1920
- Wolfgang Amadeus Mozart, Sonate per violino e pianoforte; revisione violinistica di Remy Principe; revisione pianistica di Mario Vitali, Milano : G. Ricordi & C., 1946
- Wolfgang Amadeus Mozart, SONATE.-VOL.1-2 rev. Mario Vitali, Remy Principe, Milano : G.RICORDI & C., 1920